# Liste des conseillers généraux de la Somme de 2001 à 2004

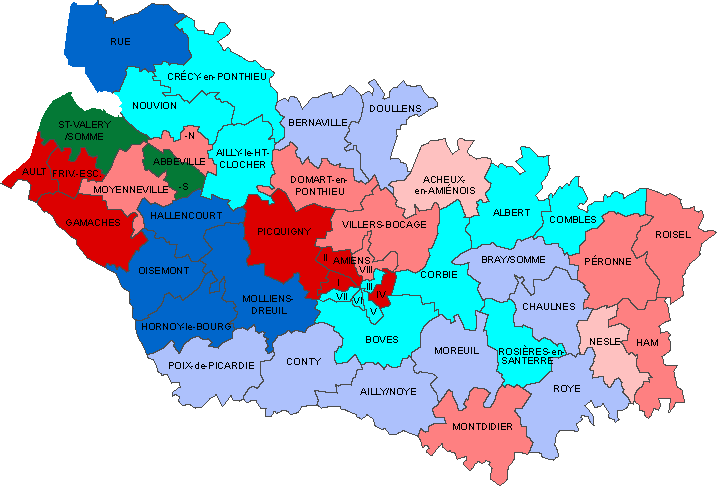
Cantons de la Somme après les élections de 2001

Cet article dresse la liste des 46 membres du Conseil général de la Somme élus lors de l'élection cantonale de 2001, ainsi que les changements intervenus en cours de mandature.

## Composition du conseil général de laSomme(46 sièges)

### Assemblée départementale en début de mandature
| Parti                               | Sigle | Sigle    | Élus | Groupe                  |
| ----------------------------------- | ----- | -------- | ---- | ----------------------- |
| Majorité (26 sièges)                |       |          |      |                         |
| Union pour la démocratie française  |       | UDF      | 11   | Majorité départementale |
| Divers droite                       |       | DVD      | 8    | Majorité départementale |
| Rassemblement pour la République    |       | RPR      | 7    | Majorité départementale |
| Opposition (18 sièges)              |       |          |      |                         |
| Parti socialiste                    |       | PS       | 9    | Socialiste et apparenté |
| Divers gauche                       |       | DVG      | 1    | Socialiste et apparenté |
| Parti communiste français           |       | PCF      | 7    | Communiste et apparenté |
| Divers gauche                       |       | App. PCF | 1    | Communiste et apparenté |
| Divers (2 sièges)                   |       |          |      |                         |
| Chasse, pêche, nature et traditions |       | CPNT     | 2    | CPNT                    |
| Président du Conseil Général        |       |          |      |                         |
| Alain Gest (UDF)                    |       |          |      |                         |

### Assemblée départementale en fin de mandature
| Parti                               | Sigle | Sigle    | Élus | Groupe                  |
| ----------------------------------- | ----- | -------- | ---- | ----------------------- |
| Majorité (26 sièges)                |       |          |      |                         |
| Union pour un mouvement populaire   |       | UMP      | 10   | Majorité départementale |
| Union pour la démocratie française  |       | UDF      | 9    | Majorité départementale |
| Divers droite                       |       | DVD      | 7    | Majorité départementale |
| Opposition (18 sièges)              |       |          |      |                         |
| Parti socialiste                    |       | PS       | 9    | Socialiste et apparenté |
| Divers gauche                       |       | DVG      | 1    | Socialiste et apparenté |
| Parti communiste français           |       | PCF      | 7    | Communiste et apparenté |
| Divers gauche                       |       | App. PCF | 1    | Communiste et apparenté |
| Divers (2 sièges)                   |       |          |      |                         |
| Chasse, pêche, nature et traditions |       | CPNT     | 1    | CPNT                    |
| Mouvement pour la France            |       | MPF      | 1    | CPNT                    |
| Président du Conseil Général        |       |          |      |                         |
| Alain Gest (UMP)                    |       |          |      |                         |

## Liste des conseillers généraux de la Somme
| Canton                 | Conseillers         | Partis | Partis                   | Groupes                 |
| ---------------------- | ------------------- | ------ | ------------------------ | ----------------------- |
| Abbeville-Nord         | Gilbert Mathon      |        | PS                       | Socialiste et apparenté |
| Abbeville-Sud          | Yves Butel          |        | MPF (CPNT jusqu'en 2003) | CPNT                    |
| Acheux-en-Amiénois     | Jean-Paul Nigaut    |        | DVG                      | Socialiste et apparenté |
| Ailly-le-Haut-Clocher  | Daniel Dubois       |        | UDF                      | Majorité départementale |
| Ailly-sur-Noye         | Brigitte Lhomme     |        | DVD                      | Majorité départementale |
| Albert                 | Fernand Demilly     |        | UDF                      | Majorité départementale |
| Amiens-Ouest           | Claude Chaidron     |        | PCF                      | Communiste et apparenté |
| Amiens-Nord-Ouest      | Gérald Maisse       |        | PCF                      | Communiste et apparenté |
| Amiens-Nord-Est        | Isabelle Griffoin   |        | UDF                      | Majorité départementale |
| Amiens-Est             | Liliane Brunet      |        | PCF                      | Communiste et apparenté |
| Amiens-Sud-Est         | Jean-Claude Broutin |        | UDF                      | Majorité départementale |
| Amiens-Sud             | Hubert Henno        |        | UMP (UDF jusqu'en 2002)  | Majorité départementale |
| Amiens-Sud-Ouest       | Marc Thuilot        |        | UMP (RPR jusqu'en 2002)  | Majorité départementale |
| Amiens-Nord            | Francis Lecul       |        | PS                       | Socialiste et apparenté |
| Ault                   | Guy Champion        |        | PCF                      | Communiste et apparenté |
| Bernaville             | Laurent Somon       |        | UMP (DVD jusqu'en 2002)  | Majorité départementale |
| Boves                  | Olivier Jardé       |        | UDF                      | Majorité départementale |
| Bray-sur-Somme         | Daniel Lagache      |        | DVD                      | Majorité départementale |
| Chaulnes               | Philippe Cheval     |        | DVD                      | Majorité départementale |
| Comble                 | Dominique Camus     |        | UDF                      | Majorité départementale |
| Conty                  | Guy Lacherez        |        | DVD                      | Majorité départementale |
| Corbie                 | Alain Gest          |        | UMP (UDF jusqu'en 2002)  | Majorité départementale |
| Crécy-en-Ponthieu      | Régis Lécuyer       |        | UDF                      | Majorité départementale |
| Domart-en-Ponthieu     | Gilbert Temmermann  |        | PS                       | Socialiste et apparenté |
| Doullens               | Christian Vlaeminck |        | DVD                      | Majorité départementale |
| Friville-Escarbotin    | Guy Roussel         |        | PCF                      | Communiste et apparenté |
| Friville-Escarbotin    | Thierry Vansevenant |        | PCF                      | Communiste et apparenté |
| Gamaches               | Jacques Pecquery    |        | PCF                      | Communiste et apparenté |
| Hallencourt            | Pierre Martin       |        | UMP (RPR jusqu'en 2002)  | Majorité départementale |
| Ham                    | Jean Boitel         |        | PS                       | Socialiste et apparenté |
| Hornoy-le-Bourg        | Daniel Capon        |        | UMP (RPR jusqu'en 2002)  | Majorité départementale |
| Molliens-Dreuil        | Jean Dhalluin       |        | UMP (RPR jusqu'en 2002)  | Majorité départementale |
| Montdidier             | Catherine Le Tyrant |        | PS                       | Socialiste et apparenté |
| Moreuil                | Pierre Boulanger    |        | DVD                      | Majorité départementale |
| Moyenneville           | Philippe Arcillon   |        | PS                       | Socialiste et apparenté |
| Nesle                  | Paul Pilot          |        | App. PCF                 | Communiste et apparenté |
| Nouvion                | Philippe Beauvisage |        | UDF                      | Majorité départementale |
| Oisemont               | Jérôme Bignon       |        | UMP (RPR jusqu'en 2002)  | Majorité départementale |
| Péronne                | Pierre Linéatte     |        | PS                       | Socialiste et apparenté |
| Picquigny              | René Lognon         |        | PCF                      | Communiste et apparenté |
| Poix-de-Picardie       | Pierre Daniel       |        | DVD                      | Majorité départementale |
| Roisel                 | Michel Boulogne     |        | PS                       | Socialiste et apparenté |
| Rosières-en-Santerre   | José Sueur          |        | UDF                      | Majorité départementale |
| Roye                   | Georges Loisier     |        | UMP (RPR jusqu'en 2002)  | Majorité départementale |
| Rue                    | Pierre Bamière      |        | UMP (RPR jusqu'en 2002)  | Majorité départementale |
| Saint-Valery-sur-Somme | Nicolas Lottin      |        | CPNT                     | CPNT                    |
| Villers-Bocage         | Christian Manable   |        | PS                       | Socialiste et apparenté |

Noms en gras : élus lors des élections cantonales de 2001

## Exécutif
| Titulaire | Titulaire           | Fonction            | Compétences                                                               |
| --------- | ------------------- | ------------------- | ------------------------------------------------------------------------- |
|           | Alain Gest          | Président           |                                                                           |
|           | Jean-Claude Broutin | 1er Vice-président  | Logement, urbanisme et fonctionnement du Conseil général                  |
|           | Pierre Martin       | 2e Vice-président   | Éducation, sports et loisirs                                              |
|           | Pierre Daniel       | 3e Vice-président   | Infrastructures et sécurité incendie                                      |
|           | Hubert Henno        | 4e Vice-président   | Relations internationales                                                 |
|           | Pierre Bamière      | 5e Vice-président   | Tourisme                                                                  |
|           | Christian Vlaeminck | 6e Vice-président   | Finances départementales                                                  |
|           | Jérôme Bignon       | 7e Vice-président   | Cadre de vie et environnement                                             |
|           | Philippe Beauvisage | 8e Vice-président   | Interventions économiques et développement agricole                       |
|           | Georges Loisier     | 9e Vice-président   | Action sociale                                                            |
|           | Philippe Cheval     | 10e Vice-président  | Culture                                                                   |
|           | Daniel Dubois       | 11e Vice-président  | Porte-parole du Conseil général, communication et personnel départemental |
|           | Isabelle Griffoin   | 12e Vice-présidente | Action en faveur des personnes âgées                                      |